# دامیان گودن
دامیان گودن (فرانسوی: Damien Gaudin‎؛ زادهٔ ۲۰ اوت ۱۹۸۶) دوچرخه‌سوار اهل فرانسه است.
از باشگاه‌هایی که در آن رکاب زده‌است می‌توان به آژ۲آر لا موندیال، تیم دوچرخه‌سواری دیرکت انرژی و تیم دوچرخه‌سواری آرمی دو تر اشاره کرد.